# Nyíregyháza Tigers 2007
Questa voce raccoglie le informazioni riguardanti i Nyíregyháza Tigers nelle competizioni ufficiali della stagione 2007.

## Divízió II 2007

### Stagione regolare

#### Prima fase
| Nagykálló 14 aprile 2007 1ª giornata | Nyíregyháza Tigers | 25 – 6 (0-0 6-0 10-0 9-6) | Eger Heroes | Sporttelep (680 spett.) |

| Miskolc 12 maggio 2007 4ª giornata | Miskolc Steelers | 7 – 48 (7-7 0-13 0-6 0-22) | Nyíregyháza Tigers | DVTK stadion (600 spett.) |

#### Seconda fase
| Nagykálló 16 giugno 2007 Turno 2 | Nyíregyháza Tigers | 6 – 14 (0-7 3-0 0-0 3-7) | Budapest Cowboys | Sporttelep (200 spett.) |

| Budapest 23 giugno 2007 Turno 3 | North Pest Vipers | 6 – 0 (6-0 0-0 0-0 0-0) | Nyíregyháza Tigers | REAC pálya (200 spett.) |

## Statistiche di squadra
| Competizione      | %Vittorie | In casa | In casa | In casa | In casa | In casa | In casa | In trasferta | In trasferta | In trasferta | In trasferta | In trasferta | In trasferta | Totale | Totale | Totale | Totale | Totale | Totale |
| Competizione      | %Vittorie | G       | V       | N       | P       | Pf      | Ps      | G            | V            | N            | P            | Pf           | Ps           | G      | V      | N      | P      | Pf     | Ps     |
| ----------------- | --------- | ------- | ------- | ------- | ------- | ------- | ------- | ------------ | ------------ | ------------ | ------------ | ------------ | ------------ | ------ | ------ | ------ | ------ | ------ | ------ |
| Stagione regolare | .500      | 2       | 1       | 0       | 1       | 31      | 20      | 2            | 1            | 0            | 1            | 48           | 13           | 4      | 2      | 0      | 2      | 79     | 33     |
| Totale            | .500      | 2       | 1       | 0       | 1       | 31      | 20      | 2            | 1            | 0            | 1            | 48           | 13           | 4      | 2      | 0      | 2      | 79     | 33     |